# Mistrzostwa Świata FIBT 2011
Mistrzostwa Świata FIBT 2011 odbywały się w dniach 14–27 lutego 2011 w niemieckim Königssee. Odbyły się trzy konkurencje bobslejowe, dwie skeletonowe oraz, konkurencja mieszana bobslejowo-skeletonowa.

## Skeleton
- Data: 24  - 25 lutego 2011

### Mężczyźni
| Miejsce | Sportowiec           | Narodowość        | Czas    |
| ------- | -------------------- | ----------------- | ------- |
| 1       | Martins Dukurs       | Łotwa             | 3:23.70 |
| 2       | Aleksandr Trietjakow | Rosja             | 3:25.44 |
| 3       | Frank Rommel         | Niemcy            | 3:25.68 |
| 4       | Sandro Stielicke     | Niemcy            | 3:25.98 |
| 5       | Mirsad Halilovic     | Niemcy            | 3:25.99 |
| 6       | Kristan Bromley      | Wielka Brytania   | 3:26.28 |
| 7       | Matt Antoine         | Stany Zjednoczone | 3:26.77 |
| 8       | Alexander Kröckel    | Niemcy            | 3:27.15 |
| 9       | Tomass Dukurs        | Łotwa             | 3:27.22 |
| 10      | Siergiej Czudinow    | Rosja             | 3:27.53 |

### Kobiety
- Data: 25  - 26 lutego 2011

| Miejsce | Zawodnik              | Narodowość        | Czas    |
| ------- | --------------------- | ----------------- | ------- |
| 1       | Marion Thees          | Niemcy            | 3:28.51 |
| 2       | Anja Huber            | Niemcy            | 3:29.39 |
| 3       | Mellisa Hollingsworth | Kanada            | 3:29.74 |
| 4       | Shelley Rudman        | Wielka Brytania   | 3:30.05 |
| 5       | Olga Potylicyna       | Rosja             | 3:30.70 |
| 6       | Katharina Heinz       | Niemcy            | 3:30.87 |
| 7       | Amy Gough             | Kanada            | 3:30.99 |
| 8       | Darla Deschamps       | Kanada            | 3:31.21 |
| 9       | Katie Uhlaender       | Stany Zjednoczone | 3:31.51 |
| 10      | Jelena Judina         | Rosja             | 3:31.65 |

## Bobsleje

### Mężczyźni

#### Dwójki
- Data: 19 - 20 lutego 2011

| Miejsce | Narodowość        | Zawodnik                           | czas    |
| ------- | ----------------- | ---------------------------------- | ------- |
| 1       | Rosja             | Aleksandr Zubkow Aleksiej Wojewoda | 3:20.72 |
| 2       | Niemcy            | Thomas Florschütz Kevin Kuske      | 3:20.90 |
|         | Niemcy            | Manuel Machata Andreas Bredau      | 3:20.90 |
| 4       | Szwajcaria        | Beat Hefti Thomas Lamparter        | 3:21.00 |
| 5       | Niemcy            | Karl Angerer Alexander Rödiger     | 3:21.27 |
| 6       | Włochy            | Simone Bertazzo Matteo Torchio     | 3:21.51 |
| 7       | Stany Zjednoczone | Steven Holcomb Steve Langton       | 3:21.51 |
| 8       | Rumunia           | Nicolae Istrate Florin Crăciun     | 3:22.06 |
| 9       | Kanada            | Lyndon Rush Neville Wright         | 3:22.23 |
| 10      | Szwajcaria        | Gregor Baumann Alex Baumann        | 3:22.25 |

#### Czwórki
- Data: 27 lutego 2011

| Miejsce | Narodowość        | Zawodnik                                                              | czas    |
| ------- | ----------------- | --------------------------------------------------------------------- | ------- |
| 1       | Niemcy            | Manuel Machata Andreas Bredau Richard Adjei Christian Poser           | 3:16.58 |
| 2       | Niemcy            | Karl Angerer Christian Friedrich Alex Mann Gregor Bermbach            | 3:17.10 |
| 3       | Stany Zjednoczone | Steven Holcomb Justin Olsen Steve Langton Curt Tomasevicz             | 3:17.26 |
| 4       | Rosja             | Aleksandr Zubkow Filipp Jegorow Dmitrij Trunienkow Nikołaj Chrienkow  | 3:17.45 |
| 4       | Niemcy            | Maximilian Arndt Jan Speer Alexander Rödiger Martin Putze             | 3:17.45 |
| 6       | Kanada            | Lyndon Rush David Bissett Cody Sorensen Neville Wright                | 3:17.51 |
| 7       | Niemcy            | Thomas Florschütz Ronny Listner Kevin Kuske Andreas Barucha           | 3:17.74 |
| 8       | Szwajcaria        | Gregor Baumann Patrick Blöchliger Alex Baumann Jürg Egger             | 3:17.97 |
| 9       | Łotwa             | Edgars Maskalāns Uģis Žaļims Daumants Dreiškens Intars Dambis         | 3:18.38 |
| 10      | Rosja             | Aleksandr Kasjanow Andriej Jurkow Dmitrij Stiopuszkin Maksim Bieługin | 3:18.48 |

### Kobiety

#### Dwójki
- Data: 18  - 19 lutego 2011

| Miejsce | Narodowość        | Zawodnik                             | czas    |
| ------- | ----------------- | ------------------------------------ | ------- |
| 1       | Niemcy            | Cathleen Martini Romy Logsch         | 3:26.11 |
| 2       | Stany Zjednoczone | Shauna Rohbock Valerie Fleming       | 3:26.33 |
| 3       | Kanada            | Kaillie Humphries Heather Moyse      | 3:26.74 |
| 4       | Niemcy            | Sandra Kiriasis Berit Wiacker        | 3:26.81 |
| 5       | Kanada            | Helen Upperton Shelly-Ann Brown      | 3:26.99 |
| 6       | Holandia          | Esmé Kamphuis Judith Vis             | 3:27.52 |
| 7       | Szwajcaria        | Sabina Hafner Caroline Spahni        | 3:27.74 |
| 8       | Niemcy            | Anja Schneiderheinze Christin Senkel | 3:28.09 |
| 9       | Stany Zjednoczone | Elena Meyers Jamie Greubel           | 3:28.33 |
| 10      | Stany Zjednoczone | Bree Schaaf Emily Azevedo            | 3:28.34 |

## Konkurencja mieszana
- Data: 20 lutego 2011

| Miejsce | Zawodnik | Zawodnicy         | Czas    |
| ------- | --- | ----------------- | ------- |
| 1       | Mirsad Halilovic Stephanie Schneider Team Sandra Kiriasis Marion Thees Florian Becke Team Francesco Friedrich           | Niemcy            | 3:26.09 |
| 2       | Frank Rommel Kristin Steinert Team Cathleen Martini Anja Huber Karl Angerer Team Alex Mann                              | Niemcy            | 3:26.15 |
| 3       | Jon Montgomery Kaillie Humphries Team Heather Moyse Mellisa Hollingsworth-Richards Lyndon Rush Team Cody Sorensen       | Kanada            | 3:26.96 |
| 4       | Kristan Bromley Paula Walker Team Rebekah Wilson Shelley Rudman John James Jackson Team Bruce Takser                    | Wielka Brytania   | 3:27.74 |
| 5       | Siergiej Czudinow Olga Fiodorowa Team Julija Timofiejewa Olga Potylicyna Aleksandr Zubkow Team Aleksiej Wojewoda        | Rosja             | 3:28.06 |
| 6       | Aleksandr Trietjakow Anastasija Skułkina Team Margarita Ismajłowa Jelena Judina Aleksandr Kasjanow Team Maksim Bieługin | Rosja             | 3:28.24 |
| 7       | Michael Douglas Helen Upperton Team Shelley-Ann Brown Amy Gough Christopher Spring Team Derek Plug                      | Kanada            | 3:28.96 |
| 8       | John Daly Elana Meyers Team Kirsti Koplin Anne O’Shea John Napier Team Jesse Beckom                                     | Stany Zjednoczone | 3:29.35 |

## Tabela medalowa
| Miejsce | Państwo           |   |   |   | Razem |
| ------- | ----------------- | - | - | - | ----- |
| 1.      | Niemcy            | 4 | 4 | 2 | 10    |
| 2.      | Rosja             | 1 | 1 | 0 | 2     |
| 3.      | Łotwa             | 1 | 0 | 0 | 1     |
| 4.      | Stany Zjednoczone | 0 | 1 | 1 | 2     |
| 5.      | Kanada            | 0 | 0 | 3 | 3     |